# Flughafen Çanakkale

i7
i11
i13
Der Flughafen Çanakkale (türkisch Çanakkale Havalimanı, IATA-Code: CKZ, ICAO-Code: LTBH) liegt 1 Kilometer südöstlich von Çanakkale in der Türkei. 

## Geschichte
Er wurde 1995 eröffnet, 2008 wurde das neue Passagier-Terminal eingeweiht. Durch die Nähe zu den Schlachtfeldern von Gallipoli hat Çanakkale an den Feiertagen zum Gedenken des Ersten Weltkrieges das höchste Passagieraufkommen.
Der Flughafen ist mittels eines Busshuttles oder mit dem Taxi zu erreichen, außerdem sind 50 Parkplätze vorhanden.

## Fluggesellschaften und Ziele
Im Jahr 2019 wurden Inlandsflüge nach Istanbul und Ankara durchgeführt.
Zur Zeit des Haddsch werden zudem zusätzliche Charterflüge durchgeführt.

## Zwischenfälle
- Am 5. Januar 1954 wurde eine Douglas DC-3/C-47A-80-DL der türkischen Türkiye Devlet Hava Yollari (DHY) (der heutigen Turkish Airlines) (Luftfahrzeugkennzeichen TC-BAG) 31 Kilometer nordöstlich des Zielflughafens Çanakkale in einen Hügel geflogen. Bei diesem CFIT (Controlled flight into terrain) wurden 4 der 10 Insassen getötet, 2 Besatzungsmitglieder und 2 Passagiere.[4]

- Am 15. August 1959 verunglückte eine Douglas DC-3/C-47 der türkischen Luftstreitkräfte (Luftfahrzeugkennzeichen unbekannt) beim Start vom Flughafen Çanakkale und wurde irreparabel beschädigt. Alle 5 Insassen überlebten den Unfall verletzt.[5]

- Am 9. Juni 1964 stürzte eine Douglas DC-3/C-47A-DL der türkischen Luftstreitkräfte (ETI-51) kurz nach dem Start vom Flughafen Çanakkale ab, nachdem ein Triebwerk ausgefallen war. Alle 6 Insassen, Besatzungsmitglieder und Passagiere, kamen ums Leben, darunter eventuell ein Passagier, der nicht zur Luftwaffe gehörte.[6]